# Zdrójki (powiat człuchowski)
Zdrójki (kaszb. Zdròjké) – kolonia  w Polsce położona w województwie pomorskim, w powiecie człuchowskim, w gminie Przechlewo. 
Niewielka kolonia kaszubska przy drodze łączącej Sąpolno i Przechlewo, opodal strugi Lipczynka i jeziora Glina z którym graniczy od południa. Osada jest częścią składową sołectwa Sąpolno.
W latach 1975–1998 miejscowość administracyjnie należała do województwa słupskiego.